# Corolla Joy Ride
Corolla Joy Ride es un videojuego de carreras gratuito basado en navegador desarrollado por WildTangent y publicado por Toyota. Fue lanzado en 2002 para promocionar el Toyota Corolla de 2003.

## Jugabilidad
En el juego se pueden elegir diferentes variantes del Corolla y se puede conducir en pistas de punto a punto con tiempo y recoger emblemas de Toyota para ganar puntos.